# Cryptocephalus imperialis
Cryptocephalus imperialis – gatunek chrząszcza z rodziny stonkowatych i podrodziny Cryptocephalinae. Zamieszkuje palearktyczną Eurazję od Półwyspu Iberyjskiego po Iran i Ałtaj.

## Taksonomia
Gatunek po raz pierwszy został naukowo opisany w 1781 roku przez Johanna Nepomuka von Laichartinga.

## Morfologia
Chrząszcz o krępym, walcowatym ciele długości od 4,5 do 8 mm. Ubarwienie głowy, przedplecza i tarczki jest całkiem czarne. Czułki mają człony od drugiego do piątego ubarwione czerwonawo, pozostałe zaś brunatnie lub czarniawo. Przedplecze ma błyszczący, drobno i skąpo punktowany dysk oraz matowe, gęsto pomarszczone i punktowane obrzeżenia boczne. Tylna połowa krawędzi bocznych przedplecza jest w całości widoczna od góry. Pokrywy mają tło żółte lub pomarańczowe, a wzór czarny, obejmujący rąbek wzdłuż szwu i brzegów tylnych oraz po jednej kropce na guzie barkowym i po dwie w tyle pokrywy, przy czym jedna z tylnych może zanikać lub obie tylne mogą być połączone w krótką i skośną przepaskę. Genitalia samca cechują się prąciem z trzema ząbkami na przedniej krawędzi oraz rozwartymi wyrostkami bocznymi.

## Ekologia i występowanie
Owad ten jest kserotermofilem – zasiedla stanowiska suche i ciepłe. Owady dorosłe zwykle aktywne są od maja do czerwca lub lipca, ale istnieje pojedyncze doniesienie o okazie odłowionym we wrześniu. Spotyka się je na drzewach i krzewach liściastych oraz koniczynach. Roślinami pokarmowymi larw przypuszczalnie są leszczyny lub dęby.
Gatunek palearktyczny. W Europie znany jest z Hiszpanii, Francji, Niemiec, Szwajcarii, Austrii, Włoch, Polski, Czech, Słowacji, Węgier, Ukrainy, Rumunii, Mołdawii, Bułgarii, Słowenii, Chorwacji, Bośni i Hercegowiny, Serbii, Czarnogóry, Albanii, Macedonii Północnej, Grecji oraz europejskich części Rosji i Turcji. Dalej na wschód rozprzestrzeniony jest przez Azję Zachodnią, w tym w Abchazji po Iran i Ałtaj. W środkowej i wschodniej części Europy północna granica jego zasięgu biegnie wzdłuż Sudetów, Karpat oraz przez Podole i Rodopy.
Owad ten w całym zasięgu jest spotykany rzadko i pojedynczo. W Polsce gatunek ten znajdowany był w części południowo-zachodniej i pod Tatrami, jednak ostatnie jego stwierdzenia pochodzą z początku XX wieku i jego występowanie współczesne w tym kraju jest niepewne. Na „Czerwonej liście gatunków zagrożonych Republiki Czeskiej” gatunek ten umieszczony został ze statusem zagrożonego wymarciem (EN). W Niemczech ma status gatunku bliskiego wymarcia.